# Чукурова
Вижте пояснителната страница за други значения на Чукурова.
Чукурова е равнина, и по-точно низина, както и географски, икономически и културен район в Средиземноморския регион на Турция, която обхваща вилаетите Мерсин, Адана, Османие и Хатай.
С население от почти 5,7 милиона районът е 3-тият по значение мегаполис в Турция след Истанбул и столицата Анкара. Площта ѝ възлиза на 38 585,16 km², т.е. 1/3 от територията на България.
Етимологията ѝ идва от на турски: çukur, което ще рече „депресия“, т.е. денивелация, пропадане от нивото на анатолийското плато през киликийската (юдейската) порта и наставката на турски: ova. Чукурова е исторически известна като Киликия. На север е оградена от Тавър.
Чукурова започва от Анамур на запад, разширявайки се на изток по протежение на Средиземно море и се простира далеч на север до Туфанбейли, обгръщайки като обвивка залива Искендерун, а на юг свършва с района на антична Антиохия на границата със Сирия. Културен център на долината е град Адана, вилает Мерсин.
По-голяма част от долината е с плосък релеф и е плодородна земя, което я прави един от най-плодородните селскостопански райони в света. През цялата си история, Чукурова е вратата от Европа към Близкия изток и стои като точка по най-краткия път през Киликийските порти към Светите земи, Месопотамия, Арабия, Египет, Персия.
Чукурова е транспортен възел, с две големи морски пристанища и нефтен терминал. В Адана през 1973 г. е основан Университет „Чукурова“, през 2010 г. с 32 700 студенти. Университетът „Чукурова“ е един от водещите турски университети с 10 факултета, 1 държавна консерватория, 3 колежа, 9 професионални профила, 3 института и 29 изследователски и приложни центъра.
В началото на нашата ера оттук (Тарс) апостол Павел започва да проповядва нова религия, след Йерусалимския събор.